# Spirogyra
Spirogyra é um gênero de algas verdes, não ramificada, constituída por células cilíndricas de 10 a 200 μ que se ligam formando filamentos livre-flutuantes. Esta alga vive em ambientes de água doce, fundamentalmente em charcos e regatos sem correnteza. Seus cloroplastídeos possuem forma helicoidal, característica marcante do gênero. Têm um aspecto viscoso pois cada filamento é envolvido por uma bainha aquosa.

## Reprodução

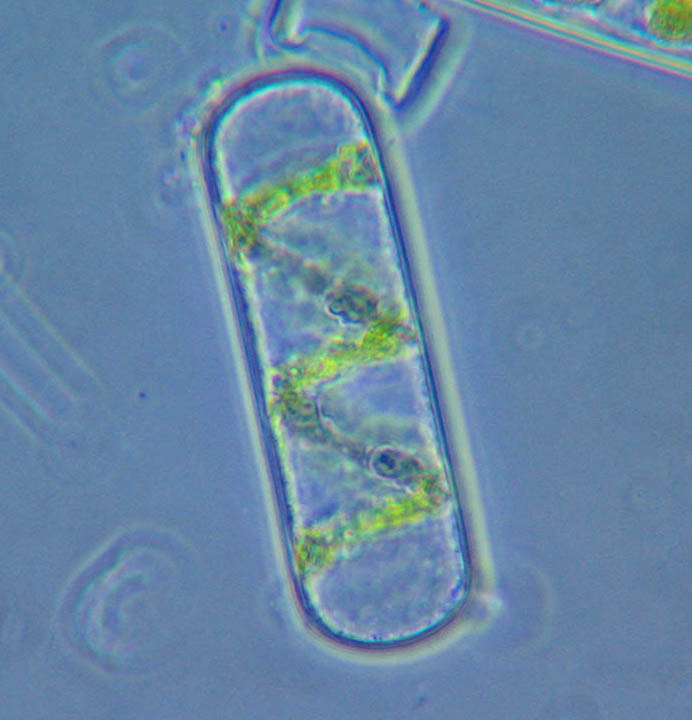
Uma célula de espirogira.

A espirogira pode reproduzir-se quer sexuada quer assexuadamente. Na reprodução assexuada dá-se a sua fragmentação, seguida de mitoses sucessivas para voltar ao seu tamanho característico.A reprodução sexual ocorre quando dois filamentos alinhados emitem tubos de conjugação que se fundem formando um canal de conjugação por onde passa o citoplasma da célula "masculina". Este funde-se com o da "feminina" e os gametas fundem-se originando um zigoto. Este dá por sua vez origem ao zigósporo com quatro núcleos haploides, dos quais três degeneram. O zigósporo germina e o núcleo haploide dá origem a um novo filamento, "feminino" ou "masculino".

## Cultura de Espirogira

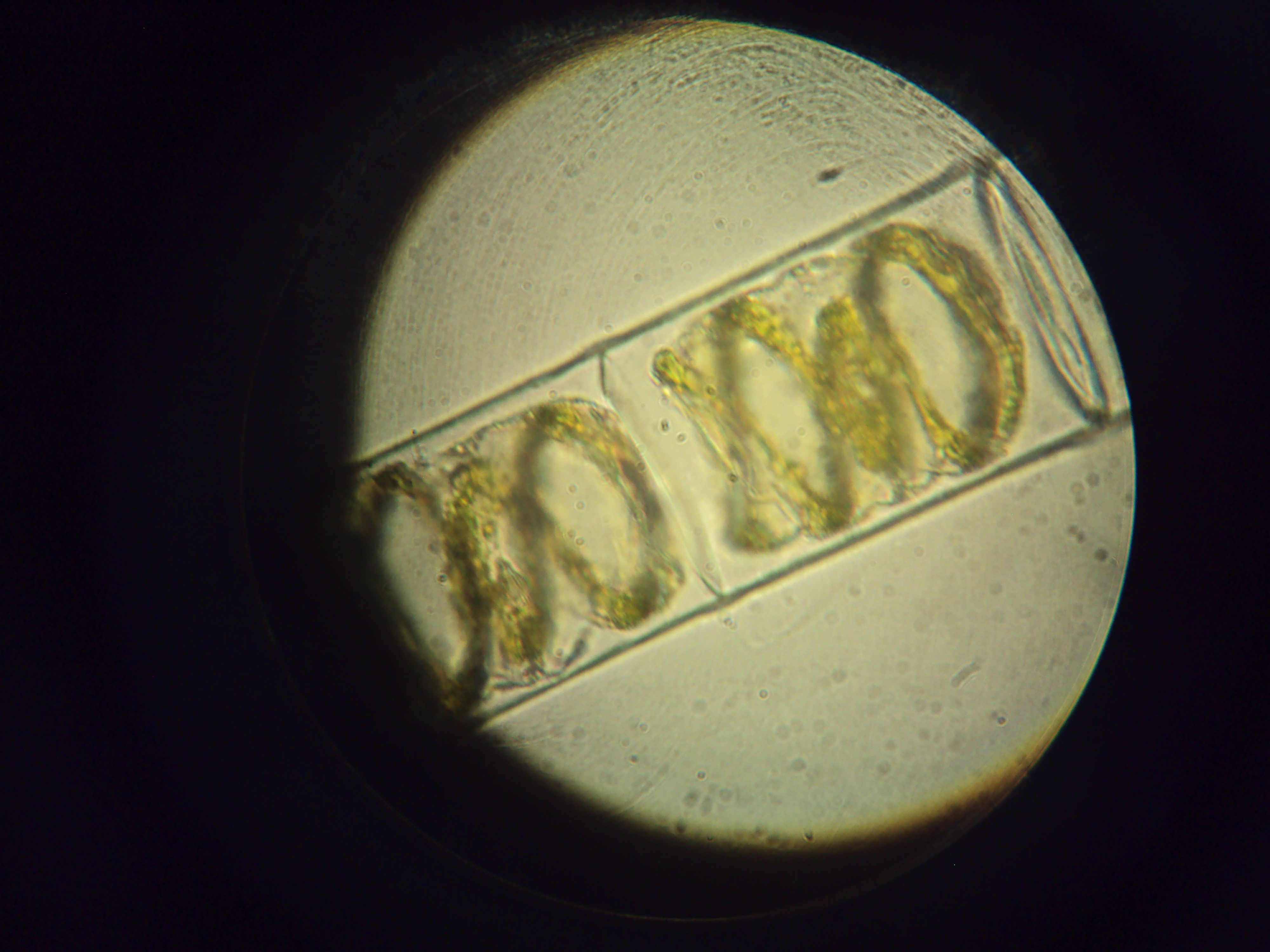
Spirogyra vista ao Microscópio Óptico com aumento de 1000x.

Para observar uma espirogira basta ter um microscópio óptico, uma infusão de salsa e coentros já com alguns dias, e observar - obviamente que também irão aparecer outros seres unicelulares na observação, como as paramécias.
1. ↑  ADL, S.M.; SIMPSON A.G.B.; LANE, C.E.; LUKES, J.; BASS, D.; BOWSER, S.S.; BROWN, M.W.; BURKI, F.; DUNTHORN, M.; HAMPL, V.; HEISS, A.; HOPPENRATH, M.; LARA, E.; GALL, L.L.; LYNN, D.H.; MCMANUS, H.; MITCHELL,  E.A.D.; MOZLEY-STANRIDGE, S.E.; PARFREY, L.W.; PAWLOWSKI, J.; RUECKERT,  S.; SHADWICK, L.; SCHOCH, C.L.; SMIRNOV, A. & SPIEGEL, F.W. 2012. The revised classification of eukaryote. Journal of Eukaryotic Microbiology 59(5): 429–493.
2. ↑  BICUDO, C.E.M. & MENEZES, M. 2006. Gêneros de algas de águas continentais do Brasil: chave para identificação e descrições. RiMa, 2a edição. 489p.
3. ↑  Algaebase. Acessado em 04-12-2014. Em: http://www.algaebase.org/search/genus/detail/?genus_id=xd2b1fc2812e86e48&-session=abv4:B36C39931d65e2C567VM398F63D5